# Mustafa Kemal Bitim
Mustafa Kemal Bitim (Bergama, 28 agosto 1975) è un ex cestista turco.
È il padre di Onuralp Bitim.

## Palmarès
- Campionato turco: 4

Efes Pilsen: 1991-92, 1992-93, 1993-94, 1995-96
- Coppa di Turchia: 2

Efes Pilsen: 1994, 1996
- Coppa del Presidente: 2

Efes Pilsen: 1992, 1993
- Coppa Korać: 1

Efes Pilsen: 1995-96